# 艾伯哈德·陶伯特
艾伯哈德·陶伯特（Eberhard Taubert，1907年5月11日—1976年11月2日）是一位律师、反犹太主义纳粹政治宣传家。他在1931年加入纳粹党，之后很快参与进了反共主義和反犹太主义政治宣传工作。1933至1945年间，他曾在国民教育与宣传部担任高级职务，领导部里的反共产国际局。
1950年，陶伯特用“埃尔温·科尔”这个身份参与创建了“和平与自由人民联盟”（People's Union for Peace and Freedom/ VFF）。陶伯特的真实身份与背景被揭露后，陶伯特被迫从VFF离职。陶伯特还曾是瑙曼圈子的一员，该组织的目的是渗透进自由民主党，圖謀在德国重建纳粹政权。
1957年后，陶伯特先后在南美洲、伊朗、黎巴嫩、埃及以及南非工作过，还曾担任曾德国部长弗朗茨·約瑟夫·施特勞斯的律师。
陶伯特也一直是美国特勤局的一位反间谍专家，1959年，他又开始为萨瓦克等其他中东情报机构工作。陶伯特曾以“马塞尔·瓦伦斯多弗博士”（Dr. Marcel Wallensdorfer）这一身份为出版物《反共产国际事业》（Anti-Comintern Service）从事新闻工作。
1976年，陶伯特在科隆因车祸而死。